# Piré-Chancé
Piré-Chancé község Franciaország Bretagne régiójában, Ille-et-Vilaine megyében. Új községként 2019. január 1-jén jött létre a korábbi Piré-Chancé és Piré-sur-Seiche korábbi község egyesítésével. Lakosainak száma 3177 fő (2022. január 1.).

## Népesség
| Lakosok száma | 2926 | 2901 | 2967 | 3031 | 3096 | 3120 | 3177 |
|               | 2016 | 2017 | 2018 | 2019 | 2020 | 2021 | 2022 |